# توماس جي. ماكغريجلي
توماس جي. ماكغريجلي هو سياسي أمريكي، ولد في 1958. نشط حزبياً في الحزب الجمهوري. وقد انتخب عضو مجلس ولاية بنسيلفانيا ‏.